# Cerco de Waco

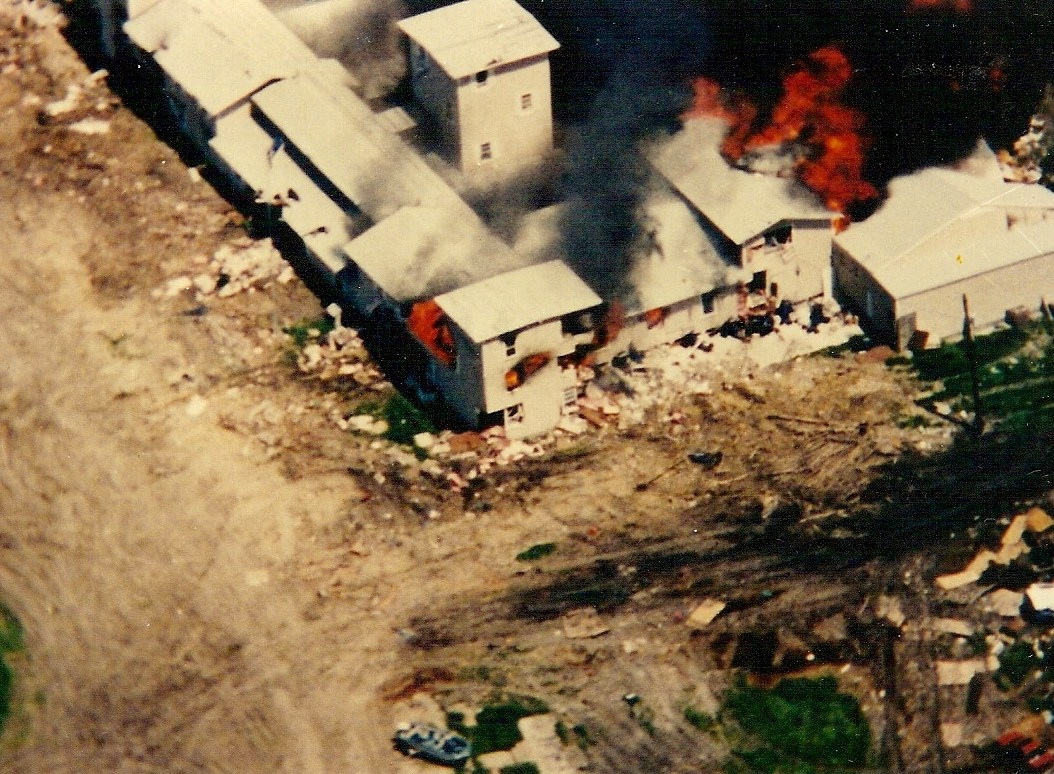
Incêndio toma "Rancho Apocalipse"

O Cerco de Waco, também conhecido como massacre de Waco, foi o cerco do governo federal dos Estados Unidos e autoridades policiais do estado do Texas a um complexo pertencente ao culto religioso conhecido como Ramo Davidiano entre 28 de fevereiro e 19 de abril de 1993. Os membros do Ramo Davidiano, liderados por David Koresh, estavam sediados em Mount Carmel Center na comunidade de Axtell, no Condado de McLennan, Texas, cerca de 21 quilômetros a nordeste da cidade de Waco. Suspeitando do grupo estar estocando armas ilegais, o Departamento de Álcool, Tabaco e Armas de Fogo (ATF) obteve um mandado de busca para o complexo e mandados de prisão para Koresh e vários membros do seu grupo.
O ATF havia planejado uma invasão repentina à luz do dia no rancho para cumprir esses mandados, com a intenção de controlar rapidamente a situação e reduzir o risco para todas as partes associadas ao grande estoque de armas modificadas e dispositivos explosivos que os davidianos tinham disponível. Qualquer vantagem de surpresa foi perdida quando um repórter da KWTX-TV, que havia sido avisado sobre o ataque, pediu informações a um carteiro do Serviço Postal dos Estados Unidos que coincidentemente era cunhado de Koresh. Assim, os membros do grupo estavam totalmente armados e preparados; um intenso tiroteio estourou, resultando na morte de quatro agentes ATF e seis membros do Ramo Davidiano. Com a entrada do ATF na propriedade e o não cumprimento do mandado de busca, foi iniciado um cerco pelo Federal Bureau of Investigation (o FBI), durante o qual as negociações entre as partes tentaram chegar a um acordo. Após cinquenta e um dias, em 19 de abril de 1993, o FBI lançou um ataque com gás lacrimogêneo em uma tentativa de forçar os davidianos a saírem dos prédios do complexo. Pouco tempo depois, o Mount Carmel Center foi engolfado pelas chamas. O incêndio e a reação ao ataque final dentro do grupo resultaram na morte de 76 membros do Ramo Davidiano, incluindo 25 crianças, duas mulheres grávidas e David Koresh. No total, o cerco de cinquenta e um dias resultou na morte de quatro agentes federais e 82 membros do Ramo Davidiano, sendo que vinte e oito destes eram crianças.
Os eventos do cerco e o ataque, particularmente a origem do incêndio, são contestados por várias fontes. Os relatórios do Departamento de Justiça de outubro de 1993 e julho de 2000 concluem que, embora bombas de gás lacrimogêneo incendiário tenham sido usadas pelo FBI, o Ramo Davidiano iniciou o incêndio, citando evidências de gravações de vigilância de áudio de discussões muito específicas entre Koresh e outros sobre derramar mais combustível em pilhas de feno quando os incêndios começaram e imagens aéreas mostrando pelo menos três pontos de ignição simultâneos em diferentes locais do complexo de edifícios. O FBI afirma que nenhum de seus agentes disparou nenhum tiro real no dia do incêndio. Os críticos afirmam que balas reais foram de fato disparadas pela polícia e sugerem que uma combinação de tiros e gás lacrimogêneo inflamável foi a verdadeira causa do incêndio.
O cerco de Waco foi citado por Timothy McVeigh como a principal razão que ele e Terry Nichols começaram a planejar e executar o Atentado de Oklahoma City exatamente dois anos mais tarde, em 19 de abril de 1995, além do moderno movimento de milícias nos Estados Unidos e um aumento na oposição à regulamentação de armas de fogo.

## História

### Cronologia dos eventos de 28 de fevereiro - o início do cerco
| Hora  | Evento |
| ----- | --- |
| 05:00 | 76 agentes se reúnem em Fort Hood para se dirigirem à área do complexo de Monte Carmelo.                                        |
| 09:45 | Os agentes do ATF vão em direção ao complexo. Começa o tiroteio.                                                                |
| 09:48 | O davidiano Wayne Martin, um advogado de Waco, liga para o 911.                                                                 |
| 11:30 | Cessar-fogo. |
| 16:00 | A primeira mensagem de Koresh é passada pela rádio KRLD-AM em Dallas.                                                           |
| 16:55 | Michael Schroeder é morto ao retornar para o complexo.                                                                          |
| 17:00 | O porta-voz da ATF, Ted Royster, diz que os tiros continuaram esporadicamente durante a tarde.                                  |
| 19:30 | David Koresh é entrevistado pela CNN. O FBI adverte a CNN para não realizar mais entrevistas.                                   |
| 20:15 | A porta-voz da ATF, Sharon Wheeler, declara que as negociações continuam e que o tiroteio acabou.                               |
| 22:00 | Até esse momento quatro crianças saíram.                                                                                        |
| 22:05 | Koresh fala por 20 minutos na rádio KRLD, descrevendo suas crenças e dizendo que ele é o mais seriamente ferido dos davidianos. |

### Baixas
Depois da investida de 28 de fevereiro, morreram:
- Agentes do governo:
  - Todd McKeehan
  - Conway LeBleu
  - Robert Williams
  - Steve Willis

- Membros do Ramo Davidiano:
  - Jaydean Wendel
  - Winston Blake
  - Peter Gent
  - Michael Schroeder
  - Peter Hipsman
  - Perry Jones

## O cerco

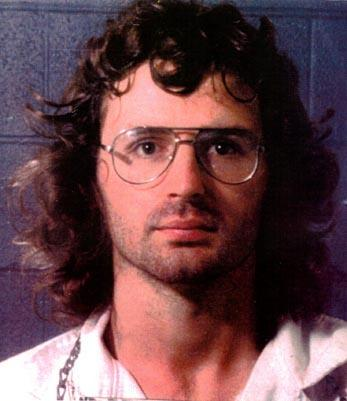
David Koresh

Os agentes estabeleceram contato com Koresh e outros dentro do complexo após a retirada. O FBI assumiu o comando logo em seguida às mortes dos agentes federais. De início, os davidianos mantiveram contato telefônico com a mídia local e Koresh dava entrevistas pelo telefone, até o momento no qual o FBI cortou a ligação dos davidianos com o mundo. Pelos 51 dias subsequentes, a comunicação deu-se apenas com o grupo de 25 negociadores do FBI. O último relatório do Departamento de Justiça declarou que os negociadores criticaram os comandantes táticos por terem cortado as negociações.
Nos primeiros dias, o FBI acreditou que poderia terminar o cerco, permitindo em troca que Koresh fizesse uma declaração em rede nacional. A transmissão foi feita, mas Koresh disse aos negociadores que Deus teria dito a ele que permanecesse no lugar e "esperasse". Apesar disso, logo depois os negociadores conseguiram facilitar a libertação de 19 crianças, entre cinco meses e 12 anos, sem os pais. Estas crianças foram libertadas em duplas, isto foi considerado uma alusão à Arca de Noé por Koresh, enquanto 98 pessoas permaneceram no edifício. As crianças foram então interrogadas pelo FBI e pela polícia local, algumas por horas. Alegadamente, as crianças declararam terem sido abusadas física e sexualmente desde muito antes. Apesar de as alegações de abuso infantil nunca terem sido confirmadas, esta foi a razão apresentada pelo FBI, ao presidente Bill Clinton e à procuradora-geral Janet Reno, como justificativa para o lançamento de gás lacrimogêneo no interior do edifício, de modo a forçar a saída dos davidianos.
Durante o cerco, o FBI mandou uma câmera de vídeo para os davidianos. Nas gravações feitas pelos seguidores de Koresh, este apresentava seus filhos e suas "esposas" aos negociadores do FBI, incluindo várias menores que diziam ter filhos cuja paternidade seria de Koresh (especula-se Koresh teria sido pai de 14 das crianças que ficaram com ele no complexo). Vários davidianos fizeram declarações em vídeo. No nono dia os davidianos mandaram as gravações para mostrar ao FBI que não havia reféns; de fato, todos pareciam estar ali por vontade própria. Este vídeo incluiu também uma mensagem de Koresh. As gravações também mostraram as 23 crianças que permaneceram no Rancho Apocalipse.
Enquanto o cerco prosseguia, Koresh procrastinava, alegando então que poderia escrever mais documentos religiosos que ele dizia serem necessários completar para somente então se render. Ao mesmo tempo, duas facções se formaram dentro do FBI, uma delas crendo que a negociação seria a solução; a outra, somente a força. Os meios para encerrar o cerco foram se tornando cada vez mais agressivos. Apesar do aumento da agressividade das autoridades, Koresh ordenou que um grupo de 11 seguidores partisse, sendo detidas como testemunhas.
A vontade das crianças de permanecerem com Koresh perturbou os negociadores, que não estavam preparados para lidar com o zelo religioso dos davidianos. No entanto, como o cerco continuou, as crianças estavam cientes de que um primeiro grupo de crianças que tinha saído com algumas mulheres foi imediatamente separado, e as mulheres presas.
Durante o cerco vários estudiosos que estudavam o apocalipsismo em vários grupos religiosos tentaram persuadir o FBI que as táticas de cerco empregadas pelos agentes apenas criariam a impressão dentre os davidianos de que eles eram parte de um enfrentamento do fim dos tempos com contornos bíblicos com significado cósmico. Isso aumentaria as chances de um resultado violento e altamente letal. Os estudiosos também apontaram que, se para os de fora o ideário davidiano parecia extremo e absurdo, para os davidianos, suas ideias tinham total significado e que eles morreriam por isso.
As discussões de Koresh com a equipe de negociadores tornaram-se cada vez mais difíceis. Ele declarou que era a Segunda vinda de Cristo e tinha sido comandado por seu Pai nos céus para permanecer no complexo do "Rancho Apocalipse".

## A investida final

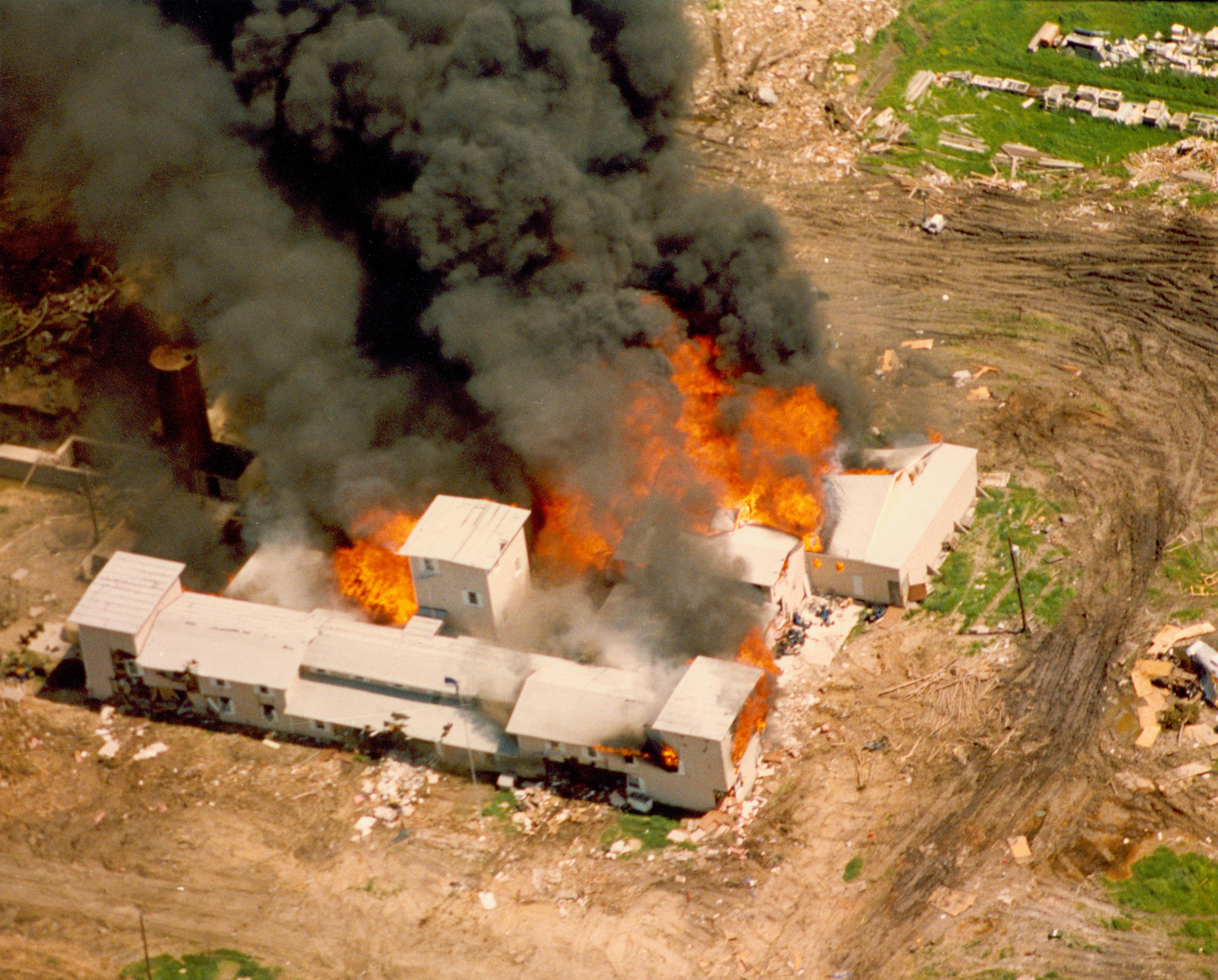
O complexo engolfado pelas chamas.

O FBI pensou que os davidianos pudessem cometer suicídio coletivo, tal como aconteceu em Jonestown, onde 900 pessoas se mataram a pedido de seu líder, ainda que Koresh negasse repetidamente tais planos quando indagado pelos negociadores. Em função de os davidianos estarem fortemente armados, o FBI usou armas de calibre .50 (12.7 mm) e veículos blindados (CEVs). A investida aconteceu em 19 de abril. Tanques inseriram bombas de gás lacrimogêneo através de buracos, para que os davidianos saíssem sem feri-los. Não se faria nenhum ataque armado a princípio e alto-falantes seria usados para dizer que não haveria ataque com armas e que não atirassem nos veículos. Quando vários davidianos atiraram, a resposta do FBI consistiu em aumentar a quantidade de gás.
Após mais de seis horas sem que os davidianos saíssem do edifício, buscando refúgio numa casamata interna ou usando máscaras de gás. O FBI diz que abriu grandes buracos para permitir a fuga.
Por volta do meio-dia, três focos de incêndio irromperam quase simultaneamente em partes diferentes do prédio. O governo sustenta que isso foi feito de forma deliberada pelos davidianos. Os sobreviventes dizem que os focos começaram em função da ação - acidental ou deliberada - dos veículos blindados. Quando o fogo se espalhou, os davidianos foram impedidos de escapar, enquanto outros se recusaram a partir e ficaram encurralados. No total apenas 9 pessoas deixaram o edifício durante o incêndio.
Os davidianos restantes podem ter sido soterrados pelos destroços, sufocados pela fumaça ou recebido tiros. Muitos dos asfixiados morreram pela fumaça ou pela inalação de monóxido de carbono  e outras causas enquanto o fogo tomava conta do edifício. Imagens foram transmitidas nacionalmente pela televisão. Ao todo, 75 morreram (50 adultos e 25 crianças com menos de 15 anos) e 9 sobreviveram ao fogo.
Nada permaneceu, pois o complexo inteiro foi desmanchado e limpo pela ATF duas semanas após o fim do cerco. Apenas uma pequena capela, construída anos após o cerco, permanece no lugar. Apesar da quantidade significativa de vídeos, há muitas discussões sobre o lugar onde realmente se deu o cerco.

### Cronologia dos eventos - 19 de abril de 1993 - o final do cerco
| Hora  | Evento |
| ----- | --- |
| 05:50 | Os agentes ligam para a sede dos davidianos para adverti-los de que iniciarão as atividades com tanques e dizer para que eles se protegessem. Os policiais dizem que os davidianos que atenderam o telefone nada responderam, além de jogaram o telefone e a linha para fora, na porta da frente.                                                                                            |
| 05:55 | O grupo responsável pela negociação do FBI coloca dois veículos blindados de combate de engenharia (CEV) para os edifícios. O CEV1 vai para a esquerda dos edifícios e o CEV2 vai para a direita. |
| 06:00 | O equipamento de escuta do FBI plantado na parede do edifício grava a voz de um homem dentro do complexo dizendo "Levantem-se todos, comecemos a orar", em seguida, "Pablo já você derramou aquilo" … "Ahn" … "Você já derramou?" … "No corredor" … "As coisas estão derramadas, certo?" O CEV1 recebe ordens para pulverizar duas garrafas de gás lacrimogêneo no canto esquerdo do prédio. |
| 06:04 | O veículo blindado começa a bombear gás lacrimogêneo para dentro do complexo de Monte Carmelo depois de rasgar um buraco na parede da frente. Os agentes dizem que o buraco não apenas permitia a inserção do gás, mas também oferecia a oportunidade de fuga. Um agente vê tiros partindo de dentro em direção aos veículos blindados.                                                      |
| 06:10 | O equipamento de escuta registra as frases "não derrame tudo agora, talvez precisemos de mais depois"… "jogue o gás lacrimogêneo para fora" Ouve-se o negociador do FBI, Byron Sage, dizer "É a hora de as pessoas saírem". A escuta grava um homem dizendo "o quê?" e depois, "sem chance".                                                                                                 |
| 06:12 | A escuta grava os davidianos dizerem "Eles vão matar a nós todos", e depois "Eles não querem nos matar". |
| 06:31 | O edifício é inteiramente tomado pelo gás. |
| 06:47 | O FBI arremessa dispositivos de gás lacrimogêneo através das janelas. |
| 07:23 | A escuta grava um davidiano dizer, "O combustível tem de ir todo para começar. Então um segundo homem diz, "Bem, há duas latas aqui, se forem derramadas logo". |
| 07:30 | CEV1 invade o prédio e insere mais gás lacrimogêneo. Os davidianos atiram no CEV1. |
| 07:48 | As gravações registram o pedido de um agente do FBI, que solicita permissão para disparar gás lacrimogêneo de uso militar. Permissão obtida, são disparadas duas cápsulas. |
| 07:58 | O CEV2 faz um buraco e depois mais outro é feito pelo CEV1. Então os veículos se retiram. |
| 08:08 | O agente a bordo do CEV reporta que a cápsula militar ricocheteou na casamata e não entrou. |
| 08:24 | A escuta do FBI se encerra. |
| 09:00 | Os davidianos desfraldam um cartaz no qual se lê: "Queremos nosso telefone consertado". |
| 09:13 | CEV1 arromba a porta da frente para despejar mais gás. |
| 09:20 | A escuta do FBI registra uma reunião iniciada às 07:30 entre vários homens não identificados. UM: "Eles têm duas latas de combustível Coleman lá?" UM: "Vazias" UM: "Tudo isso?" UM: "Nada mais." |
| 10:00 | Um homem é visto agitando uma bandeira branca no lado sudoeste do complexo. Ele é advertido através de alto-falantes para se render ele deve sair. Ele não sai. Ao mesmo tempo um homem sai para recuperar o telefone e a linha telefônica. |
| 11:30 | Mais gás é jogado pela frente, fazendo-se mais outro buraco grande. O CEV2 original apresenta dificuldades mecânicas. |
| 11:43 | Outra vez se insere mais gás, com o veículo blindado movendo-se para dentro do prédio para atingir a casamata de concreto na qual os agentes do FBI creem que os davidianos estejam escondidos para evitar o gás. |
| 11:45 | A parede traseira do lado direito desmorona. |
| 12:03 | O veículo blindado atinge um dos cantos do lado direito. |
| 12:07 | As primeiras chamas visíveis aparecem em duas manchas na frente do edifício. Os agentes dizem que os davidianos acenderam as chamas, alegando que viram um homem vestido de preto com as mãos em concha e depois viram as chamas assim que ele levantou as mãos. |
| 12:09 | Ruth Riddle sai com uma disquete de computador em sua jaqueta contendo o manuscrito de Koresh sobre os Sete Selos. O terceiro foco de incêndio detectado no primeiro pavimento. |
| 12:10 | As chamas espalham-se rapidamente por todo o edifício, alimentadas pelos fortes ventos. O edifício se incendia muito rapidamente. |
| 12:12 | É feita uma chamada para o Corpo de Bombeiros de Waco, que despacha dois caminhões para a ocorrência. Logo em seguida, o Corpo de Bombeiros de Bellmead também envia dois caminhões. |
| 12:22 | Os caminhões de bombeiros chegam ao lugar, seguidos pelos de Bellmead. |
| 12:25 | Há uma grande explosão no lado esquerdo. Um objeto é arremessado para o ar, ricocheteia no topo de um ônibus branco e cai no gramado. |
| 12:30 | Parte do telhado desmorona. Por volta desse horário há várias outras explosões e testemunhas afirmam terem ouvido o som de tiros, barulhos esses atribuídos pelo FBI ao fato de a munição estar pegando fogo. |
| 12:43 | Mais caminhões de bombeiros chegam ao complexo de Monte Carmelo. |
| 12:55 | O incêndio começa a diminuir. |
| 15:45 | David Koresh está morto, declaram as autoridades. |

## Eventos relacionados
O Atentado de Oklahoma City foi um atentado terrorista em 19 de abril de 1995 contra o o complexo de edifício Alfred P. Murrah, pertencente ao governo dos Estados Unidos no centro de Oklahoma City, Oklahoma. O ataque resultou em 168 mortes e mais de 800 feridos. Até os ataques de 11 de setembro de 2001, foi o ato mais letal de terrorismo em solo americano e permanece sendo o mais letal de terrorismo doméstico na História dos Estados Unidos. Poucos dias após o atentado, Timothy McVeigh e Terry Nichols estavam em custódia por sua atuação no atentado. As investigações determinaram que McVeigh e Nichols eram simpatizantes da milícia antigoverno e seus motivos tinham em parte origem na ação do governo dos Estados Unidos nos incidentes do Cerco de Waco e em  Ruby Ridge.
Eric Harris, um dos estudantes responsáveis pelo Massacre de Columbine, escreveu sobre como ele e seu comparsa Dylan Klebold queriam "superar" os trágicos eventos como os tumultos de 1992 em Los Angeles, o cerco de Waco e o atentado de Oklahoma City.

## Leituras adicionais
- Christopher Whitcomb. Cold Zero: Inside the FBI Hostage Rescue Team. ISBN 0-552-14788-5. (em inglês)
- David Thibodeau.  A Place Called Waco: A Survivor's Story. ISBN 1-891620-42-8 (em inglês)
- The Waco Holocaust Museum  http://www.public-action.com/SkyWriter/WacoMuseum/ (em inglês)

### Livros (em inglês)
- Anthony, D. and T. Robbins (1997). "Religious totalism, exemplary dualism and the Waco tragedy." In Robbins and Palmer 1997, 261–284.
- Bell, Randall (2009), Strategy 360, ISBN 9781933969169, Laguna Beach, CA: Owners Manual Press
- Christopher Whitcomb. Cold Zero: Inside the FBI Hostage Rescue Team. ISBN 0-552-14788-5. (Also covers Ruby Ridge.)
- Docherty, Jayne Seminare. Learning Lessons From Waco: When the Parties Bring Their Gods to the Negotiation Table (Syracuse, New York: Syracuse University Press, 2001). ISBN 0-8156-2751-3
- Kerstetter, Todd. "'That's Just the American Way': The Branch Davidian Tragedy and Western Religious History", Western Historical Quarterly, Vol. 35, No. 4, Winter 2004.
- Kopel, David B. and Paul H. Blackman. No More Wacos: What’s Wrong With Federal Law Enforcement and How to Fix It (Amherst, New York: Prometheus Books, 1997). ISBN 1-57392-125-4
- Lewis, James R. (ed.). From the Ashes: Making Sense of Waco (Lanham, Maryland: Rowman & Littlefield, 1994).  ISBN 0-8476-7915-2 (cloth) ISBN 0-8476-7914-4 (paper)
- Linedecker, Clifford L. Massacre at Waco, Texas: The Shocking Story of Cult Leader David Koresh and the Branch Davidians (New York: St. Martin’s Paperbacks, 1993).  ISBN 0-312-95226-0
- Lynch, Timothy. No Confidence: An Unofficial Account of the Waco Incident (Washington: Cato Institute, 2001).
- Moore, Carol. The Davidian Massacre: Disturbing Questions Abut Waco Which Must Be Answered." (Virginia: Gun Owners Foundation, 1995). ISBN 1-880692-22-8
- Newport, Kenneth G. C. "The Branch Davidians of Waco: The History and Beliefs of an Apocalyptic Sect" (Oxford University Press, 2006).  ISBN 0-19-924574-6, 9780199245741
- Reavis, Dick J. The Ashes of Waco: An Investigation (New York: Simon and Schuster, 1995).  ISBN 0-684-81132-4
- Tabor, James D. and Eugene V. Gallagher.  Why Waco?: Cults and the Battle for Religious Freedom in America (Berkeley: University of California Press, 1995).  ISBN 0-520-20186-8
- Thibodeau, David and Leon Whiteson.  A Place Called Waco: A Survivor's Story (New York: PublicAffairs, 1999).  ISBN 1-891620-42-8
- Wright, Stuart A. (ed.).  Armageddon in Waco: Critical Perspectives on the Branch Davidian Conflict (Chicago: University of Chicago Press, 1995).